# Saint-Jean-de-Chevelu
Saint-Jean-de-Chevelu – miejscowość i gmina we Francji, w regionie Owernia-Rodan-Alpy, w departamencie Sabaudia.
Według danych na rok 1990 gminę zamieszkiwało 485 osób, a gęstość zaludnienia wynosiła 38 osób/km² (wśród 2880 gmin regionu Rodan-Alpy Saint-Jean-de-Chevelu plasuje się na 1157. miejscu pod względem liczby ludności, natomiast pod względem powierzchni na miejscu 921.).